# Leopoldine Ehrlich
Leopoldine Ehrlich (ur. 21 marca 1895) – austriacka lekkoatletka, oszczepniczka.
Pierwsza rekordzistka Austrii w rzucie oszczepem (25,59 w 1921).